# Ян Семкович
Ян Влодзимеж Александер Семкович (пол. Jan Włodzimierz Aleksander Semkowicz, 16 травня 1887, Товсте — ?) — архітектор.

## Біографія
Народився в сім'ї історика Олександра Семковича. Закінчив у Львові реальну школу. Навчався на інженерно-будівельному факультеті Львівської політехніки. 1919 року став концесіонованим будівничим. Член Професійної спілки будівничих у Львові. Власне архітектурне бюро знаходилось на вулиці Котляревського, 3 (за іншими даними — Котляревського, 31).
Проєкти
- Павільйон «Нафтуся» в закопанському стилі у Трускавці (1908).[3]
- Перебудова вілли «Гражина» у Трускавці (1922).[4]
- Модерністична з елементами закопанського стилю вілла «Гопляна» у Трускавці (1925—1929).[5]
- Ратуша у Дрогобичі. Проєкт створено 1924 року спільно з Мар'яном Нікодемовичем, реалізовано до 1929.[6]
- Колишня власна вілла архітектора на вулиці Самчука, 19 у Львові. Зведена 1932 року у стилі конструктивізму.[7] Збереглась у сильно перебудованому вигляді.[8]
- Костел у Бориславі, в місцевості Мразниця. Проєкт, ймовірно, 1923 року, реалізований до 1935.[9]
- Будинок народної школи у Трускавці.[1]